# Calacadia radulifera
Calacadia radulifera là một loài nhện trong họ Amphinectidae. Loài này phân bố ở Chile.